# 広州市政府

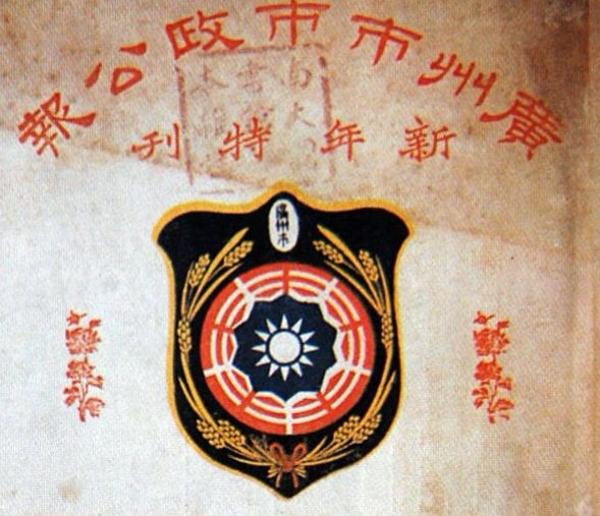
『広州市市政公報』新年特刊の表紙に描かれた広州市章

広州市政府（こうしゅうしせいふ、繁: 廣州市政府）は、中華民国広州市に設置されていた行政機関。1925年（民国14年）7月4日に広州市政庁が改組されて成立した。

## 沿革
1918年（民国7年）10月22日に広州市政公所が成立し、31日には広州市市政公所に改名された。これは広州市の市政を管理する専門機関であったが、行政区画としての広州市はまだ設置されておらず、番禺・南海の両県に属していた。1921年（民国10年）2月15日に広州市が正式に成立し、中国で初めて設置された市となった。は広州市の行政機関として広州市政庁が設置され、教育局などの6局および総務課が設置された。
国民政府成立直後の1925年（民国14年）7月4日、広州市政庁は改組されて広州市政府となった。
1929年（民国18年）10月、広州市は特別市に昇格して国民政府の直轄となり、翌1930年（民国19年）1月15日には広州特別市政府に改名された。同年8月18日には広東省の省轄市に変更され、再び広州市政府に戻された。
日中戦争中の1938年（民国27年）10月21日、日本軍が広州を占領し、広州市政府は広東省広寧県、広西省懐集県、広東省興寧県に順次移転した。1945年（民国34年）8月に戦争が終結すると、広州市政府は広州へ戻って業務を再開した。
1947年（民国36年）7月1日、広州市は再び院轄市となった。
1949年（民国38年）10月14日、中国人民解放軍が広州に入城し、広州市政府は崩壊した。

## 組織

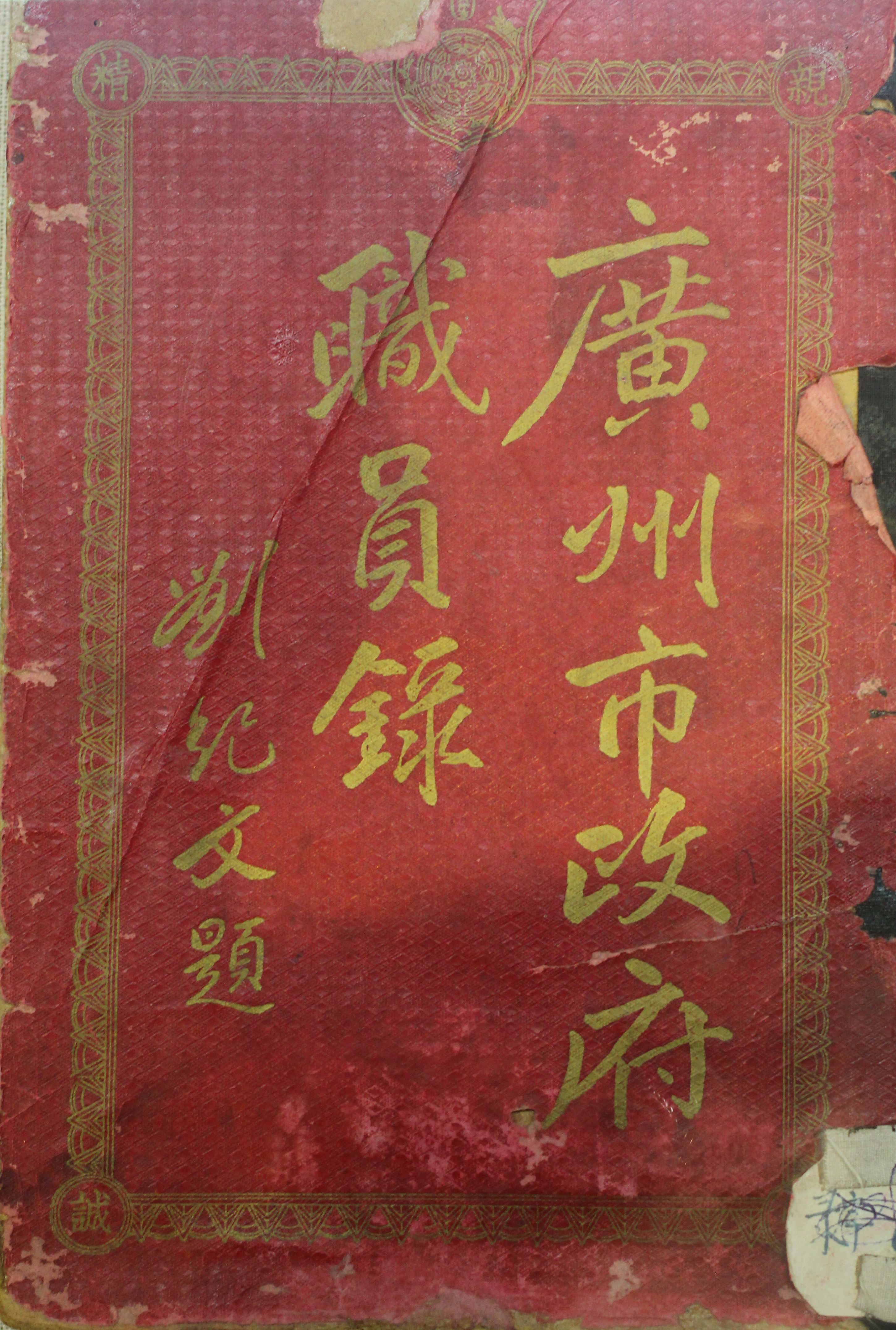
広州市政府職員録

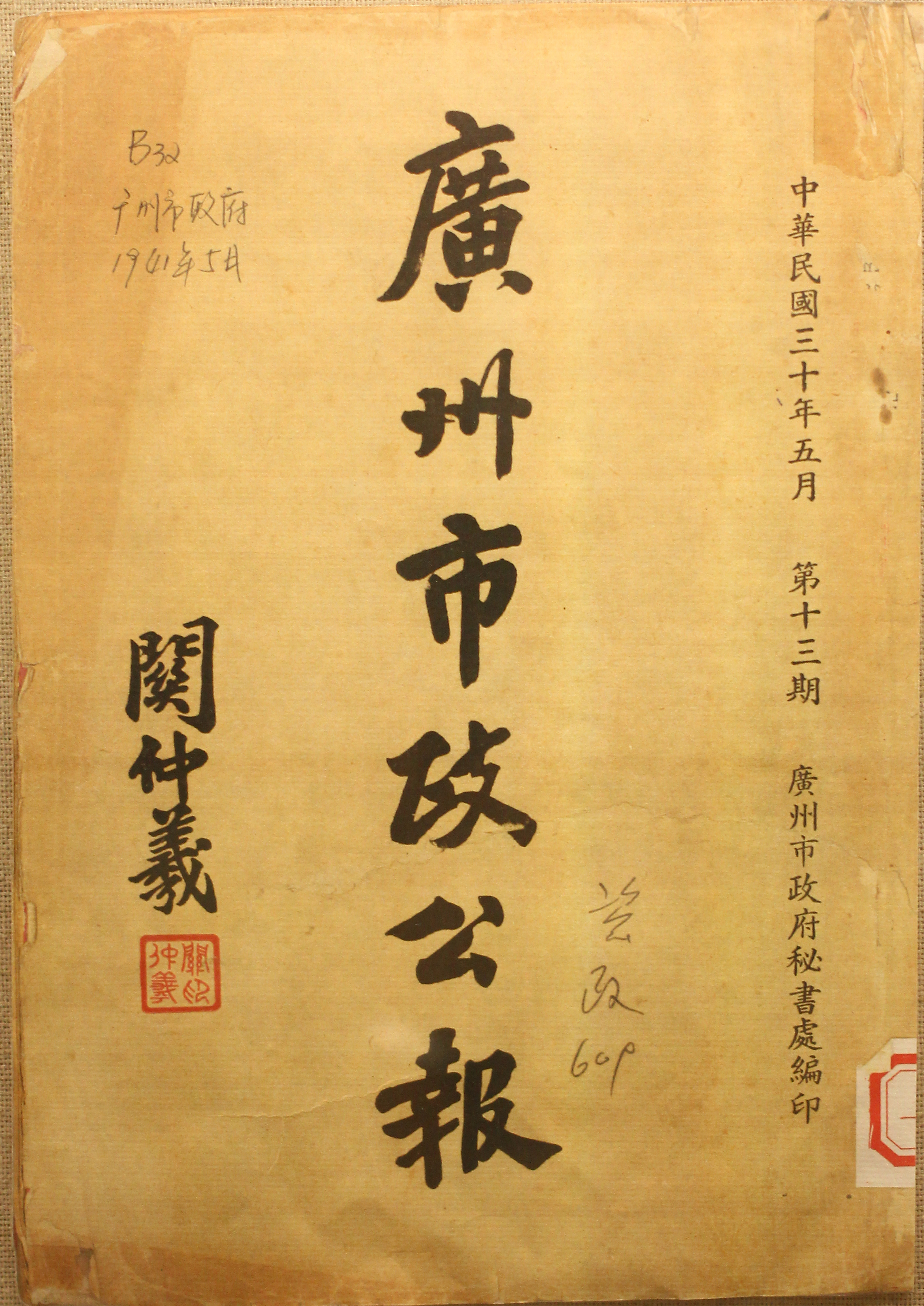
広州市政公報

1925年、広州市政府が成立し、下部組織として公安・財政・衛生・教育・工務の5局と、秘書・総務の2課が設置された。公用局は廃止され、その業務は財政局と工務局にそれぞれ引き継がれた。
1926年（民国15年）6月11日、工務局電話所が市政府直属の機構に改められた。8月2日には広州市土地局が成立、10月1日には広州市政府印刷所が成立した。
1927年1月31日、広州市電話所が交通部の管轄下となったが、6月8日に広州市政府の管轄に戻された。同月広州市政府購料委員会が成立。7月8日には公用局が再度設置され、市電話所はその管轄下に置かれた。10月1日、広州市立銀行が正式開業した。10月10日、市政府印刷所と広州市土地局傘下の土地日報社が合併して広州市政日報社となり、広州市政府の直轄機関となった。12月1日、広州市政庁調査統計委員会が成立。12月8日、広州市公益局が成立、同月に市政府購料委員会は業務を停止した。
1928年（民国17年）1月7日、市公益局および市政庁調査統計委員会が廃止され、1月17日には市政府購料委員会が業務を再開した。7月には市政日報社が広州日日新聞社と改称された。11月1日には普済三院・市立貧民教養院・市立盲人学院を統合して「広州市貧民教養院」が設立され、市政府直轄機関となった。同月、広州市市営事業経理専員弁事処が設立された。12月には広州市城市設計委員会が設立された。
1929年1月10日、広州市自来水管理委員会が設置され、自来水公司をその管理下に収めた。7月1日には広州市政府審核委員会が設立された。8月1日には広州市自動電話管理委員会が設立された。9月1日、市政府は内部機構を改組し、総務科を撤廃、第一科と第二科に分割した。9月11日には広州市社会局が設立され、市貧民教養院はその管轄下に移された。12月31日には広東交渉署が廃止され、その業務である広州市の対外交渉、パスポート発行などは市政府が接管した。同日、市政府審核委員会と広州市城市設計委員会も廃止された。
1930年8月11日、広州電力公司の整頓を目的として広州特別市電力整頓委員会が市政府の下部機関として設立された。12月には市営事業経理専員辦事処が廃止された。
1931年（民国20年）7月30日、広州市政府協助地方自治委員会が設置された。同月、市政府購料委員会が廃止された。
1932年（民国21年）2月、広州市城市設計委員会が再設された。3月1日、広州市政日報社が広州市民日報社と改称された。7月8日、広州市電力整頓委員会が廃止され、市電力管理委員会が設立された。
1933年（民国22年）6月1日、市自来水管理委員会を廃止して広州市自来水管理処を設立した。9月、広州市城市設計委員会を改組し、広州市設計委員会と改称した。
1934年（民国23年）1月12日、広州市辟路審定委員会を設立し、市設計委員会と合同で業務を行った。4月21日、市電力管理委員会を廃止し、広州市電力管理処を設立した。10月、広州市土地徴収審査委員会を設立した。
1936年（民国25年）1月16日、広州市市営事業審核委員会を設立した。8月10日、市公用局を廃止し、その業務は市工務局に移管された。8月14日、市教育局を廃止し、その業務は市社会局が担当することとなった。9月16日、市政府購料委員会が再設立された。9月23日、市自動電話管理委員会を廃止し、広州市電話管理処を設立した。10月、広州市政府保甲編査処が設立された。11月、広州市無軌電車筹備委員会が設立された。12月1日、広州市交通管理処が設立された。
1937年（民国26年）6月、市土地局は広州市地政局に改称された。
1938年10月21日、市政府は広東省広寧県および広西省懐集県に移転し、市政府保管委員会が財物の保管を担当した。その他の機関は名目上存続していたが、実質的には機能しなくなった。
1945年、終戦に伴い、市政府は9月18日に広州市の元の所在地に戻り、所轄機関が順次復旧した。復旧された機関には、市社会局・市警察局・市財政局・市教育局・市地政局・市工務局・市公用局・市衛生局・市自来水管理処・市電力管理処・市自動電話管理処・市銀行があった。また、市政府内の設置機関には、秘書処・民政処・参事室・会計室・統計室・人事室があった。
1946年（民国35年）3月1日、新しい組織規程と編制に基づき、市政府は広州市政府軍事科を新設した。また、市政府民政処は市政府民政科に改組され、市教育局と市公用局は廃止され、その業務はそれぞれ市工務局と市社会局に引き継がれた。6月14日には市教育局が再度設置された。7月には、広州市政府田糧科が設立され、市電力管理処は行政院資源委員会と統合されて広州電廠に改編された。同年下半期には、広州市税捐徴収処と広州市政府設計考核委員会が設立された。
1947年7月1日、広州市は再び院轄市に昇格したが、市政府の各機関には変更はなかった。10月1日には市公用局が再設立され、市政府軍事科と市政府民政科が廃止され、広州市民政局が新設された。また、市税捐徴収処は市財政局の管理下に移され、市政府田糧科は廃止された。
1948年（民国37年）6月11日、市政府秘書処第三科が拡大され、広州市政府新聞処が新設された。また、市政府会計室は広州市政府会計処に改編された。

## 歴代首長
| 代                     | 氏名     | 写真     | 在任期間                       | 備考                                                   |
| 広州市長               | 広州市長 | 広州市長 | 広州市長                       | 広州市長                                               |
| ---------------------- | -------- | -------- | ------------------------------ | ------------------------------------------------------ |
| 1                      | 孫科     |          | 1921年2月15日 - 1922年7月      | 広州市政庁が成立                                       |
| 2                      | 呉飛     |          | 1922年7月 - 1922年12月         |                                                        |
| 3                      | 金章     |          | 1922年12月 - 1923年2月8日      |                                                        |
| 4                      | 林雲陔   |          | 1923年2月8日 - 1923年2月26日   |                                                        |
| 4                      | 孫科     |          | 1923年2月26日 - 1924年9月      |                                                        |
| 5                      | 李福林   |          | 1924年9月 - 1925年7月          |                                                        |
| 広州市政委員会委員長   |          |          |                                |                                                        |
| 1                      | 伍朝枢   |          | 1925年7月 - 1926年6月          | 広州市政庁が広州市政府に改組され、実行委員会制となる。 |
| 2                      | 孫科     |          | 1926年6月 - 1927年5月          |                                                        |
| 3                      | 林雲陔   |          | 1927年5月 - 1927年11月         |                                                        |
| 4                      | 甘乃光   |          | 1927年11月 - 1928年5月         |                                                        |
| 広州市長               |          |          |                                |                                                        |
| 6                      | 林雲陔   |          | 1928年5月 - 1931年6月          | 再び市長制となる。                                     |
| 7                      | 程天固   |          | 1931年6月 - 1932年3月          |                                                        |
| 8                      | 劉紀文   |          | 1932年3月 - 1936年8月          |                                                        |
| 9                      | 曽養甫   |          | 1936年8月 - 1938年10月21日     | 1938年10月21日、日本軍が広州市を占領。                 |
| 広州市長（汪兆銘政権） |          |          |                                |                                                        |
| 1                      | 彭東原   |          | 1940年4月 - 1941年1月          | 広東治安維持委員会委員長との兼任                       |
| 2                      | 関仲羲   |          | 1941年1月 - 1941年10月         |                                                        |
| 3                      | 周化人   |          | 1941年10月 - 1942年6月2日      |                                                        |
| 4                      | 陳耀祖   |          | 1942年6月2日 - 1942年10月27日  |                                                        |
| 5                      | 周応湘   |          | 1942年10月27日 - 1943年2月2日  |                                                        |
| 6                      | 汪屺     |          | 1943年2月2日 - 1943年9月21日   |                                                        |
| 7                      | 張焯堃   |          | 1943年9月21日 - 1945年8月16日  |                                                        |
| 広州市長               |          |          |                                |                                                        |
| 10                     | 陳策     |          | 1945年8月16日 - 1946年6月26日  | 1945年8月16日、日本の降伏に伴って汪兆銘政権が解散。    |
| 11                     | 欧陽駒   |          | 1946年6月26日 - 1949年10月6日  |                                                        |
| 12                     | 李揚敬   |          | 1949年10月6日 - 1949年10月13日 | 1949年10月13日、国共内戦の不利に伴って海南島に逃亡。   |